# Seznam měst v Belgii
Toto je seznam belgických měst podle abecedy.

## Seznam
V Belgii je 133 obcí, které mají titul města:
| A - B - C - D - E - F - G - H - CH - I - J - K - L - M - N - O - P - Q - R - S - T - U - V - W - X - Y - Z |

| Město                      | Arrondissement      | Provincie        | Počet obyvatel | Rok vydání královského výnosu |
| -------------------------- | ------------------- | ---------------- | -------------- | ----------------------------- |
| Aalst                      | Aalst               | Východní Flandry | 77.360         | 1825                          |
| Aarschot                   | Lovaň               | Vlámský Brabant  | 27.864         | 1825                          |
| Andenne                    | Namur               | Namur            | 24.407         | 1825                          |
| Antoing                    | Tournai             | Henegavsko       | 7.549          | 1825                          |
| Antverpy (Antwerpen)       | Antverpy            | Antverpy         | 461.496        | 1825                          |
| Arlon                      | Arlon               | Lucemburk        | 26.367         | 1825                          |
| Ath                        | Ath                 | Henegavsko       | 26.799         | 1825                          |
| Bastogne                   | Bastogne            | Lucemburk        | 14.144         | 1825                          |
| Beaumont                   | Thuin               | Henegavsko       | 6.698          | 1825                          |
| Beauraing                  | Dinant              | Namur            | 8.344          | 1985                          |
| Beringen                   | Hasselt             | Limburk          | 41.072         | 1985                          |
| Bilzen                     | Tongeren            | Limburk          | 30.057         | 1985                          |
| Binche                     | Thuin               | Henegavsko       | 32.409         | 1825                          |
| Blankenberge               | Bruggy              | Západní Flandry  | 18.175         | 1985                          |
| Borgloon                   | Tongeren            | Limburk          | 10.152         | 1985                          |
| Bouillon                   | Neufchâteau         | Lucemburk        | 5.455          | 1825                          |
| Braine-le-Comte            | Soignies            | Henegavsko       | 20.305         | 1825                          |
| Bree                       | Maaseik             | Limburk          | 14.503         | 1985                          |
| Bruggy (Brugge)            | Bruggy              | Západní Flandry  | 117.224        | 1825                          |
| Brusel (Bruxelles/Brussel) | Brusel-hlavní město |                  | 144.784        | 1825                          |
| Ciney                      | Dinant              | Namur            | 14.958         | 1985                          |
| Comines-Warneton           | Mouscron            | Henegavsko       | 17.562         | 1825 (Warneton)               |
| Couvin                     | Philippeville       | Namur            | 13.476         | 1985                          |
| Damme                      | Bruggy              | Západní Flandry  | 10.899         | 1985                          |
| Deinze                     | Gent                | Východní Flandry | 28.320         | 1825                          |
| Dendermonde                | Dendermonde         | Východní Flandry | 43.347         | 1825                          |
| Diest                      | Lovaň               | Vlámský Brabant  | 22.740         | 1825                          |
| Diksmuide                  | Diksmuide           | Západní Flandry  | 15.733         | 1825                          |
| Dilsen-Stokkem             | Maaseik             | Limburk          | 19.106         | 1987                          |
| Dinant                     | Dinant              | Namur            | 13.012         | 1825                          |
| Durbuy                     | Marche-en-Famenne   | Lucemburk        | 10.531         | 1825                          |
| Eeklo                      | Eeklo               | Východní Flandry | 19.535         | 1825                          |
| Enghien                    | Soignies            | Henegavsko       | 11.980         | 1825                          |
| Eupen                      | Verviers            | Lutych           | 18.248         | 1808                          |
| Fleurus                    | Charleroi           | Henegavsko       | 22.221         | 1982                          |
| Florenville                | Virton              | Lucemburk        | 5.449          | 1997                          |
| Fontaine-l'Évêque          | Charleroi           | Henegavsko       | 16.687         | 1825                          |
| Fosses-la-Ville            | Namur               | Namur            | 9.311          | 1825                          |
| Geel                       | Turnhout            | Antverpy         | 35.189         | 1985                          |
| Gembloux                   | Namur               | Namur            | 21.964         | 1985                          |
| Genappe                    | Nivelles            | Valonský Brabant | 14.136         | 1985                          |
| Genk                       | Hasselt             | Limburk          | 63.787         | 1999                          |
| Gent                       | Gent                | Východní Flandry | 233.120        | 1825                          |
| Geraardsbergen             | Aalst               | Východní Flandry | 31.380         | 1825                          |
| Gistel                     | Ostende             | Západní Flandry  | 11.125         | 1985                          |
| Halen                      | Hasselt             | Limburk          | 8.624          | 1985                          |
| Halle                      | Halle-Vilvoorde     | Vlámský Brabant  | 34.882         | 1825                          |
| Hamont-Achel               | Maaseik             | Limburk          | 13.770         | 1985                          |
| Hannut                     | Waremme             | Lutych           | 14.291         | 1985                          |
| Harelbeke                  | Kortrijk            | Západní Flandry  | 26.172         | 1985                          |
| Hasselt                    | Hasselt             | Limburk          | 70.035         | 1825                          |
| Herentals                  | Turnhout            | Antverpy         | 26.071         | 1985                          |
| Herk-de-Stad               | Hasselt             | Limburk          | 11.795         | 1985                          |
| Herve                      | Verviers            | Lutych           | 16.772         | 1825                          |
| Hoogstraten                | Turnhout            | Antverpy         | 18.582         | 1985                          |
| Houffalize                 | Bastogne            | Lucemburk        | 4.749          | 1825                          |
| Huy                        | Huy                 | Lutych           | 20.071         | 1825                          |
| Charleroi                  | Charleroi           | Henegavsko       | 201.300        | 1825                          |
| Châtelet                   | Charleroi           | Henegavsko       | 35.621         | 1825                          |
| Chièvres                   | Ath                 | Henegavsko       | 6.198          | 1825                          |
| Chimay                     | Thuin               | Henegavsko       | 9.774          | 1825                          |
| Chiny                      | Virton              | Lucemburk        | 5.013          | 1825                          |
| Izegem                     | Roeselare           | Západní Flandry  | 26.544         | 1825                          |
| Jodoigne                   | Nivelles            | Valonský Brabant | 12.440         | 1985                          |
| Kortrijk                   | Kortrijk            | Západní Flandry  | 73.657         | 1825                          |
| La Louvière                | Soignies            | Henegavsko       | 77.210         | 1985                          |
| La Roche-en-Ardenne        | Marche-en-Famenne   | Lucemburk        | 4.267          | 1825                          |
| Landen                     | Lovaň               | Vlámský Brabant  | 14.682         | 1985                          |
| Le Rœulx                   | Soignies            | Henegavsko       | 7.977          | 1825                          |
| Lessines                   | Soignies            | Henegavsko       | 17.848         | 1825                          |
| Leuze-en-Hainaut           | Tournai             | Henegavsko       | 13.223         | 1825                          |
| Lier                       | Mechelen            | Antverpy         | 33.272         | 1825                          |
| Limbourg                   | Verviers            | Lutych           | 5.616          | 1825                          |
| Lokeren                    | Sint-Niklaas        | Východní Flandry | 37.850         | 1825                          |
| Lommel                     | Maaseik             | Limburk          | 31.898         | 1990                          |
| Lo-Reninge                 | Diksmuide           | Západní Flandry  | 3.306          | 1985                          |
| Lovaň (Leuven)             | Lovaň               | Vlámský Brabant  | 90.706         | 1825                          |
| Lutych (Liège)             | Lutych              | Lutych           | 186.805        | 1825                          |
| Maaseik                    | Maaseik             | Limburk          | 23.631         | 1825                          |
| Malmedy                    | Verviers            | Lutych           | 11.829         | Historický                    |
| Marche-en-Famenne          | Marche-en-Famenne   | Lucemburk        | 16.994         | 1825                          |
| Mechelen                   | Mechelen            | Antverpy         | 78.268         | 1825                          |
| Menen                      | Kortrijk            | Západní Flandry  | 32.413         | 1825                          |
| Mesen                      | Ypry                | Západní Flandry  | 988            | 1985                          |
| Mons                       | Mons                | Henegavsko       | 91.221         | 1825                          |
| Mortsel                    | Antverpy            | Antverpy         | 24.427         | 1999                          |
| Mouscron                   | Mouscron            | Henegavsko       | 52.825         | 1986                          |
| Namur                      | Namur               | Namur            | 107.178        | 1825                          |
| Neufchâteau                | Neufchâteau         | Lucemburk        | 6.539          | 1825                          |
| Nieuwpoort                 | Veurne              | Západní Flandry  | 10.855         | 1825                          |
| Ninove                     | Aalst               | Východní Flandry | 35.651         | 1825                          |
| Nivelles                   | Nivelles            | Valonský Brabant | 24.290         | 1825                          |
| Ostende (Oostende)         | Ostende             | Západní Flandry  | 68.931         | 1825                          |
| Ottignies-Louvain-la-Neuve | Nivelles            | Valonský Brabant | 29.521         | 1982                          |
| Oudenaarde                 | Oudenaarde          | Východní Flandry | 28.517         | 1825                          |
| Oudenburg                  | Ostende             | Západní Flandry  | 8.929          | 1985                          |
| Peer                       | Maaseik             | Limburk          | 15.810         | 1985                          |
| Péruwelz                   | Tournai             | Henegavsko       | 16.843         | 1825                          |
| Philippeville              | Philippeville       | Namur            | 8.320          | 1825                          |
| Poperinge                  | Ypry                | Západní Flandry  | 19.623         | 1825                          |
| Roeselare                  | Roeselare           | Západní Flandry  | 55.775         | 1825                          |
| Rochefort                  | Dinant              | Namur            | 12.038         | 1985                          |
| Ronse                      | Oudenaarde          | Východní Flandry | 24.158         | 1825                          |
| Saint-Ghislain             | Mons                | Henegavsko       | 22.466         | 1825                          |
| Saint-Hubert               | Neufchâteau         | Lucemburk        | 5.718          | 1825                          |
| Sankt Vith                 | Verviers            | Lutych           | 9.169          | Historický                    |
| Seraing                    | Lutych              | Lutych           | 60.740         | 1999                          |
| Scherpenheuvel-Zichem      | Lovaň               | Vlámský Brabant  | 22.064         | 1985                          |
| Sint-Niklaas               | Sint-Niklaas        | Východní Flandry | 76.725         | 1825                          |
| Sint-Truiden               | Hasselt             | Limburk          | 38.247         | 1825                          |
| Soignies                   | Soignies            | Henegavsko       | 25.420         | 1825                          |
| Spa                        | Verviers            | Lutych           | 10.543         | 1825                          |
| Stavelot                   | Verviers            | Lutych           | 6.671          | 1825                          |
| Thuin                      | Thuin               | Henegavsko       | 14.625         | 1825                          |
| Tielt                      | Tielt               | Západní Flandry  | 19.269         | 1825                          |
| Tienen                     | Lovaň               | Vlámský Brabant  | 31.835         | 1825                          |
| Tongeren                   | Tongeren            | Limburk          | 29.687         | 1825                          |
| Torhout                    | Bruggy              | Západní Flandry  | 19.453         | 1825                          |
| Tournai                    | Tournai             | Henegavsko       | 67.534         | 1825                          |
| Turnhout                   | Turnhout            | Antverpy         | 39.791         | 1825                          |
| Verviers                   | Verviers            | Lutych           | 53.597         | 1825                          |
| Veurne                     | Veurne              | Západní Flandry  | 11.843         | 1825                          |
| Vilvoorde                  | Halle-Vilvoorde     | Vlámský Brabant  | 37.324         | 1985                          |
| Virton                     | Virton              | Lucemburk        | 11.165         | 1825                          |
| Visé                       | Lutych              | Lutych           | 16.817         | 1825                          |
| Walcourt                   | Philippeville       | Namur            | 17.516         | 1985                          |
| Waregem                    | Kortrijk            | Západní Flandry  | 35.852         | 1999                          |
| Waremme                    | Waremme             | Lutych           | 14.050         | 1985                          |
| Wavre                      | Nivelles            | Valonský Brabant | 32.201         | 1825                          |
| Wervik                     | Ypry                | Západní Flandry  | 17.607         | 1825                          |
| Ypry (Ieper)               | Ypry                | Západní Flandry  | 34.897         | 1825                          |
| Zottegem                   | Aalst               | Východní Flandry | 24.548         | 1985                          |
| Zoutleeuw                  | Lovaň               | Vlámský Brabant  | 7.947          | 1985                          |

Poznámka: Údaje o počtu obyvatel jsou z 1. ledna 2006.